# Karl Abetz
Karl Abetz (* 29. März 1896 in Bauschlott; † 28. Januar 1964 in Freiburg im Breisgau) war ein deutscher Forstwissenschaftler und Hochschullehrer.

## Leben
Karl Abetz war der ältere Bruder des NS-Diplomaten Otto Abetz. Nach dem Abschluss seiner Schullaufbahn nahm Abetz von 1914 bis 1918 am Ersten Weltkrieg teil. Danach studierte er Forstwissenschaften an der TH Karlsruhe und der Universität Freiburg und promovierte 1922 in Freiburg mit der Dissertation „Die Vereinigung verschiedener Produktionsstufen in ihrer Bedeutung für die Forstwirtschaft“. Anschließend schlug er die Verwaltungslaufbahn ein. Nach dem Forstreferendariat folgte 1924 seine Ernennung zum Forstassessor. Zum Forstrat befördert war er ab 1927 bei der Forstabteilung im Badischen Finanzministerium beschäftigt und leitete ab 1928 die Forsteinrichtungs- und forstliche Versuchsanstalt des Landes Braunschweig. Abetz wurde 1931 Oberforstmeister und 1933 zum Landesforstmeister ernannt.
Nach der Machtübergabe an die Nationalsozialisten trat Abetz zum 1. Mai 1933 der NSDAP bei (Mitgliedsnummer 3.551.606). Ab 1934 leitete er die Braunschweigische Landesforstverwaltung. Im Juni 1934 folgte Abetz Berufung als ordentlicher Professor für Forsteinrichtung und Forstliche Betriebswirtschaftslehr an die Forstliche Hochschule Hannoversch-Münden, wo er ab November 1934 dem neugegründeten Instituts für „Forstliche Betriebswirtschaft und Forsteinrichtung“ vorstand. Abetz wechselte 1935 an die Universität Freiburg, wo er als ordentlicher Professor für Forstpolitik lehrte.
Nach Beginn des Zweiten Weltkrieges leistete er Kriegsdienst als Zugführer in einer Luftwaffen-Nachschubkompanie. Von 1942 bis zum Kriegsende war Abetz Generalreferent im Berliner Reichsforstamt unter Beibehaltung seiner Freiburger Professur. In dieser Funktion war er der einflussreichste Mitarbeiter des Generalforstmeisters Friedrich Alpers und arbeitete den Entwurf zum Reichsforstgesetz mit aus.
Nach Kriegsende hielt sich Abetz wieder in Freiburg auf und wurde durch die französische Besatzungsbehörden für einige Monate inhaftiert. Zudem wurde er aus seinem Hochschulamt entlassen. Ab 1947 war er für die badische Landesforstverwaltung tätig. Abetz konnte erst 1949 seine Professur an der Universität wieder aufnehmen. Zusätzlich leitete er bis zu seinem Tod ehrenamtlich die Abteilung Betriebswirtschaft an der Baden-Württembergischen Forstlichen Versuchs- und Forschungsanstalt.
Abetz war Herausgeber der Zeitschrift Allgemeine Forst und Jagdzeitung. Er veröffentlichte insbesondere zu den Themen Forsteinrichtung und forstliche Besteuerung.

## Ehrungen
- Ehrendoktor der Universität Helsinki (1957)[4]
- Seit 1972 wurde der 1971 gestiftete Karl-Abetz-Preis von der Forstwissenschaftlichen Fakultät der Universität Freiburg für herausragende Abschlussarbeiten und Dissertationen i. d. R. alle zwei Jahre bis zur Auflösung des Instituts 2012 verliehen.[5] 2017 wurde von einem Freundeskreis Großprivatwald bisher einmalig ein Nachfolgepreis verliehen.[6]